# 북미 서북부 고원 원주민

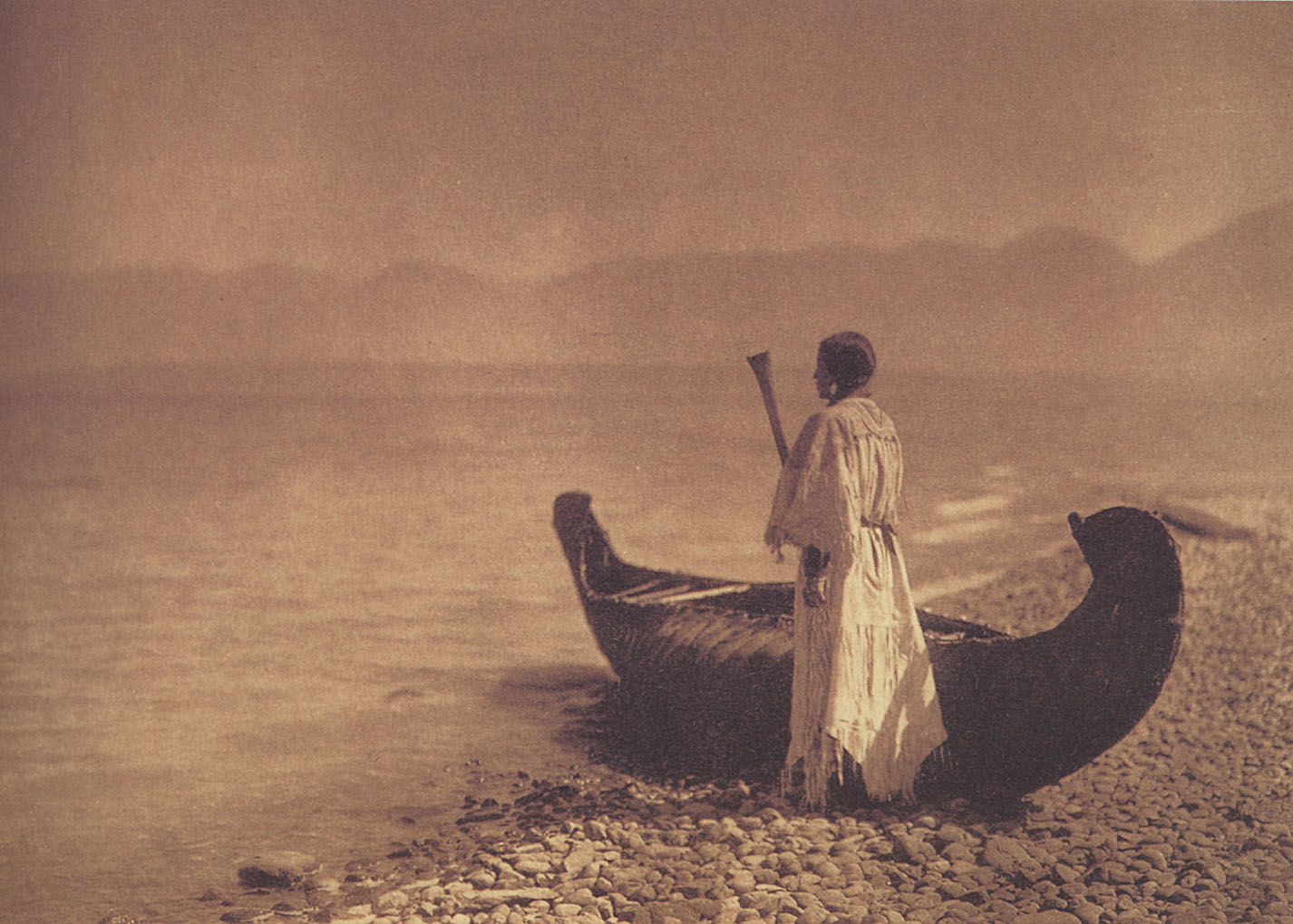
쿠테나이 여성. 1910년.

북미 서북부 고원 원주민(Indigenous peoples of the Northwest Plateau), 또는 고원 원주민(Indigenous peoples of the Plateau)은 캐스케이디아(미주대륙 서북부) 내륙 지역에 살던 원주민들이다. 과거에는 고원 인디언(Plateau Indians)이라고 통칭되었다.
분포 영역은 대략 북미 내륙고원 일대이며, 행정구역으로는 캐나다 브리티시컬럼비아주 내륙 중남부, 미국 아이다호주 북부, 몬태나주 서부, 워싱턴주 동부, 오리건주 동부, 캘리포니아주 동북부에 해당한다. 캐스케이디아 산맥이 영역 안을 지나간다.
고원 원주민들은 주변 다른 원주민들과 구분되는 여러 문화적 특질이 있다. 예컨대 사막파슬리, 카마시아 등의 뿌리가 중요한 식량자원이라는 점, 낚시철에 잠깐 연어나 칠성장어를 잡아먹는다는 점, 강가나 호수가의 고정된 장소에 마을을 만들고 거기서 겨울을 난다는 점 등이 있다. 이들의 사회는 계층분화가 미비하였으며, 마을 이상의 체급을 갖춘 고도화된 부족사회도 갖추지 않았다.